# Dean Shek
Dean Shek (nacido como Lau Wai-sing, chino tradicional: 劉偉成; 17 de junio de 1949 – 20 de septiembre de 2021) fue un actor, director y productor cinematográfico de Hong Kong. Fue una figura destacada del cine de artes marciales y comedia cantonesa en las décadas de 1970 y 1980.

## Biografía
Dean Shek nació en Pekín, China, y se trasladó a Hong Kong a la edad de 3 años. Estudió en el Shung Tak Catholic English College y posteriormente se formó en el programa de entrenamiento de actores de los Shaw Brothers Studio en 1968. Comenzó su carrera como actor en los estudios Shaw Brothers, participando en películas como The Singing Killer (1970) y The Fists of Vengeance (1972). Más tarde se unió a Golden Harvest y participó en numerosas películas de éxito, a menudo en papeles cómicos. Fue conocido por su estilo excéntrico y su versatilidad.
En 1980, cofundó la productora Cinema City & Films Co. junto a Karl Maka y Raymond Wong, la cual produjo numerosas películas de gran éxito en los años 80.
Se retiró del cine en 1992 y posteriormente trabajó en el sector inmobiliario. En 2016, regresó brevemente a la actuación con un cameo en la película The Bodyguard, dirigida por Sammo Hung.

## Fallecimiento
Dean Shek falleció el 20 de septiembre de 2021 en Hong Kong a causa de cáncer, dos meses después de ser diagnosticado. Tenía 72 años.

## Filmografía destacada
- The Private Eyes (1976)
- Drunken Master (1978)
- The Fearless Hyena (1979)
- The Young Master (1980)
- A Better Tomorrow II (1987)
- The Dragon from Russia (1990)